# قضیه انتخاب عمومی
نظریهٔ انتخاب عمومی (به انگلیسی: Public Choice) یکی از تئوریهای اقتصادی است که در آن فرض می‌شود سیاستمداران در هنگام تصمیم‌گیری، منافع فردی خود را مد نظر دارند. انتخاب عمومی، نظریه‌ها و روش‌های علم اقتصاد را در تحلیل رفتار سیاسی، حوزه‌ای که زمانی در انحصار جامعه‌شناس‌ها و دانشمندان علوم سیاسی بود، به کار می‌گیرد.
به‌طور کلی می‌توان بیان داشت که نظریهٔ انتخاب عمومی با تمرکز بر دولت، جهت تحلیل و درک پیامدهای حاصل از تعامل عناصر موجود در آن، موضعی روشنگرانه نسبت به این نهاد مهمِ تخصیص‌دهنده، اتخاذ کرده‌است. این نظریه با واردکردن ابزارهای علم اقتصاد در علوم سیاسی و تکیه بر برخی مشخصات نهادگرایانه بر بسیاری از مطالعات اقتصادی تأثیر بسزایی داشته‌است. آنچه از تمرکز مطالعات این حوزه راجع به ساختارهای سیاسی برمی‌آید لزوم رسیدگی به مشکلات و هزینه‌های مربوط، در کنار توجه به بهره‌گیری از نهاد دولت است.

## نقدهای این نظریه
مخالفان این تئوری ادعا می‌کنند سویهٔ کلان نظریه انتخاب عمومی، موجب به وجود آمدن نوعی حساسیت و انتقاد از سوی محققان فلسفه سیاسی در ناسازگاری با مبانی فلسفه سیاسی دموکراسی می‌گردد. آرتور اوکان به‌طور ضمنی اعلام می‌کند که مردم‌سالاری براساس نظریه انتخاب عمومی به مثابه «هر دلار- یک رای» است؛ در حالی‌که نظریه سیاسی مردم‌سالاری مبتنی بر اصل «هر نفر- یک رای» است، آن هم صرف‌نظر از دارایی، ثروت و قدرت سیاسی و اجتماعی افراد. از این‌رو، به باور مخالفان مخالفان باید در تعارض آرمان فیلسوفان سیاسی با شیوه تحلیل نظریه انتخاب عمومی تأمل نمود.
توضیح آنکه انتقاداتی از این دست تا حد زیادی ناشی از عدم تفکیک بین رویدادهای موجود و آرمان‌های مطلوب مکاتب است. اینکه نظام سیاسی باید براساس ایده‌آل‌هایی چون «هر نفر- یک رای» یا «پیروی از نظر اکثریت در عزل و نصب‌های سیاسی» اداره شود، صرفاً در مقام بیان آرمان‌های یک مکتب یا نظریه خاص سیاسی ا است. اینکه این دست اصول قابل پیاده‌سازی یا قابل مشاهده در جوامع هستند یا نه، بحثی متفاوت است. فیلسوفان سیاسی در هر جامعه و براساس مفروضات هر مکتب فکری در پی ارائه الگوی اداره جامعه هستند. اقتصاددانان گرچه هدف خود را در برخی مطالعات، ارائه توصیه‌های سیاستی در راستای بهبود شرایط و دستیابی به کارایی قرار داده‌اند، اما بخش عمده‌ای از تحقیقات را مصروف مطالعه آن چیزی که در واقعیت وجود دارد، می‌کنند. این مسائل بیانگر واقعیاتی است که فیلسوفان سیاسی باید مطالعات خود را با آن سازگار کنند، نه اینکه آن را نادیده بگیرند.